# 선전시
선전시(한국 한자음: 심천, 문화어: 심전, 중국조선어: 심수, 중국어: 深圳, 한어 병음: Shēnzhèn, 월병: sam1 zan3, 영어: Shenzhen)는 중화인민공화국 광둥성의 부성급시로서 홍콩 접경지에 위치했으며 약 1,756만명의 인구를 보유한 경제 특별구역이다. 화웨이, 티피링크, 텐센트 등 수많은 글로벌 IT 대기업 본사들이 위치하며, 세계 물류량 4위 대도시이다. 홍콩과 마카오 다음으로 소득이 높다. 2020년의 1인당 국민 소득은 $31,887로 중국내에서 3번째로 높은 지역이다. 2019년 선전시의 국내총생산(GDP)은 3,810억달러(약 418조원)로 홍콩을 뛰어 넘었다.

## 역사
주나라 대까지의 선전은 백족의 갈래로 여기는 남월 부족의 거주지였다. 중국 사서에 최초 등장은 기원 전 214년 진나라 때이며, 영남 지구인 남해, 계림, 상군의 세 군을 설치했을 때 선전은 남해군으로 구분하여 중원과의 문화 교류를 시작했다.
현재 선전을 이루는 행정구역은 331년 사서에 등장하며 이는 보안현 설치다. 동진은 이 땅에 6현을 설치하였으며, 그것을 관할하는 군으로 동관군을 설치해 현재의 선전, 동관 및 홍콩을 관할하여, 군청이 현재의 남두 지구인 보안현에 설치했다.
송나라 때가 되면서 보안현은 남방 해상교역의 거점이 되었고, 제염업이나 쌀, 차의 재배로 번영을 시작했다. 원나라 때에는 진주의 산지로서 사서에 등장했고, 명나라 때가 되면서 동완수어천호소(東莞守御千戶所) 및 대붕수어천호소(大鵬守御千戶所)를 설치하며 동시에 신안현을 설치하여 1573년, 선전은 화남 지구의 정치 중심이 되었다.
청나라 말기가 되면서 난징조약과 베이징조약으로 신안현의 일부가 되어 홍콩섬 및 구룡반도를 영국애 조차하면서 신안현이 분할했고, 홍콩과 국경으로 마주한 역사를 시작했다. 중화민국이 시작하면서 1913년에 신안현은 보안현으로 개칭했다.
1953년, 광선철로 개통으로 선전 지구 인구는 빠르게 증가하였고, 상공업이 발전하였다. 1953년 현 정부를 종래의 남두보다 동쪽 10km 정도 떨어진 선쩐허로 이동해, 현재의 도시 구성에 토대가 되었다.
그 후 홍콩과 인접하는 지리적 중요성으로 1979년 3월, 보안현을 성할시인 선전으로 승격시켰고, 1980년에는 개혁개방 노선을 채용한 덩샤오핑의 지시로 선전경제특구를 지정하면서 급속히 발전했다. 1981년 부성급시로 승격하였으며, 1988년 성급 경제 관리를 인정받았다.
2020년에 세계 제3위 국제도시를 목표로 홍콩과 합병 계획, 검토했지만 실현 가능성은 없다는 비판이 많다.

## 행정 구역
경제 특구는 시내 391.71 km2를 차지하며, 내국인이라도 입경 허가가 필요한 지역이다. 최근에는 자유로운 통행을 하지만, 국가 행사를 하는 경우 등에는 입경 허가증이나 여권을 제시하곤 한다.
- 특구 내
  - 뤄후 구 (罗湖区) - 경제특구 동부
  - 푸톈 구 (福田区) - 경제특구 중심부, 시인민정부소재지
  - 난산 구 (南山区) - 경제특구 서부
  - 옌톈 구 (盐田区) - 경제특구 동부, 1997년신설
- 특구 외
  - 바오안 구 (宝安区) - 경제특구 외곽, 시 북부로 구 보안현성 소재
  - 룽강 구 (龙岗区) - 경제특구 외곽, 시 동부
  - 핑산 구 (坪山区) - 2016년신설
  - 룽화 구 (龙华区) - 2016년신설
  - 광밍 구 (光明区) - 2018년신설
  - 다펑 신구 (大鹏新区) - 경제특구 외곽, 2011년 12월 30일 룽강 구로부터 분할해 성립.

|                        | 이름     | 한자   | 면적(km2) | 인구(2014년) |
| ---------------------- | -------- | ------ | --------- | ------------ |
| 선전 도시 지역         |          |        |           |              |
| 푸톈 구                | 福田区   | 78.65  | 166.3만   |              |
| 뤄후 구                | 罗湖区   | 78.75  | 105.6만   |              |
| 난산 구                | 南山区   | 185.5  | 179만     |              |
| 옌톈 구                | 盐田区   | 74.6   | 24.3만    |              |
| 선전 교외 및 외곽 지역 |          |        |           |              |
| 바오안 구              | 宝安区   | 398.38 | 454만     |              |
| 핑산 구                | 坪山区   | 167.00 | 60만      |              |
| 룽화 구                | 龙华区   | 175.6  | 249만     |              |
| 광밍 구                | 光明区   | 155.44 | 115만     |              |
| 룽강구                 | 龙岗区   | 388.21 | 401만     |              |
| 다펑신구               | 大鹏新区 | 295    | 15만      |              |

## 인구
약 1,300만명인 거주민의 평균 연령은 30세 미만으로 선전은 매우 젊은 도시이고, 인구 구조는 양극화하였다. 고등교육을 받은 지식인과 교육을 거의 받지 못한 노동자들로 나뉜다. 2002년 홍콩 상공회의소 조사에 따르면 홍콩에서 선전으로 출근하는 사람은 매일 7,200명이다. 학생 22,000명은 매일 선전에서 홍콩으로 등교한다. 이들은 매일 경계를 벗어나면 출입 사무소를 통과하여 허가를 받아야 한다. 2003년 베이징 그리고 난징과 함께 선전과 광저우 남부에 거주하는 개인도 홍콩을 방문하도록 제한이 완화했다. 이전에는 중화인민공화국 국민은 단체 여행으로만 홍콩을 방문했다. 공장에 많은 여공들이 취업해서 성비가 매우 불균형한데, 남녀 성비가 1:7에 이른다.
또한 외지인들이 대거 유입해서, 이 곳은 광둥성 도시인데 광동어가 의외로 잘 통하지 않는다.

## 경제

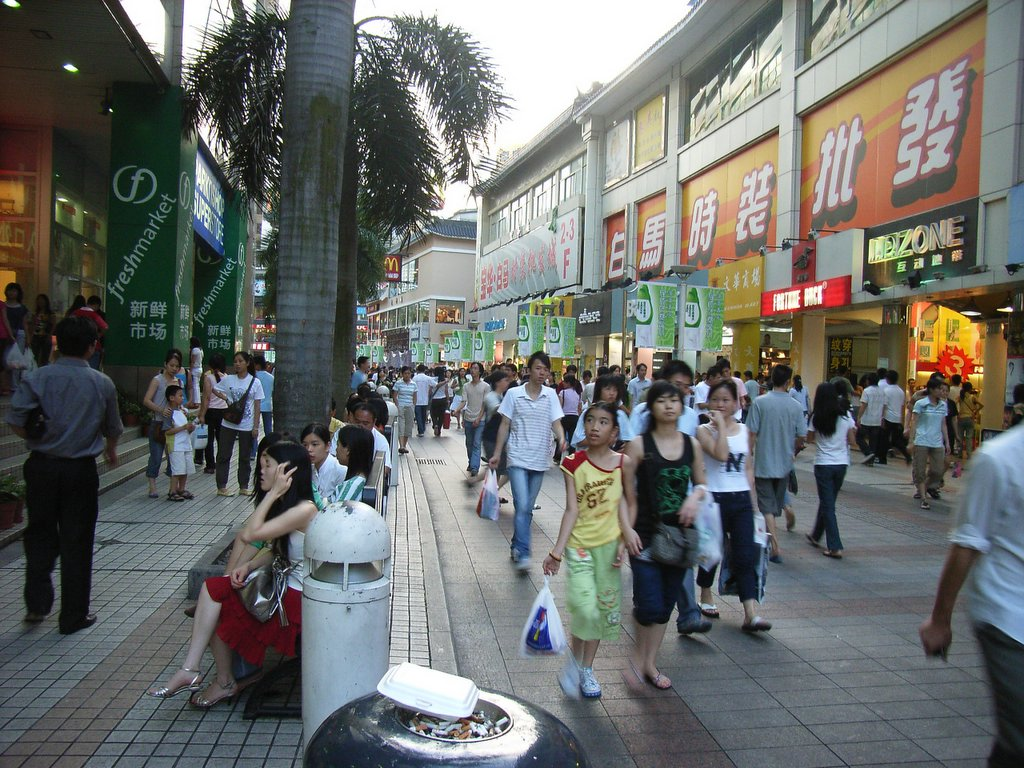
동문 보행가

경제 특구를 지정한 후 막대한 외국 자본을 유치하여 제조업이 주로 발달하였지만, 최근에 정보통신산업이나 서비스업도 급속히 발전한다. 수출액에서 이미 홍콩을 제치고 난징시와 비슷하다. 1990년에는 증권거래소를 설치하여 난징증권거래소와 함께 외국인이 투자하는 주식을 취급한다. 홍콩에 비하여 물가가 싸서 홍콩 국민은 인접한 선전 쇼핑타운을 방문하는 경우가 많다. 또한 범죄율이 높다고 한다.
2001년 선전 노동자 인구는 330만에 달했다. 2차 산업 노동자가 가장 큰 부분을 차지(2001년 185만 명으로 전년 대비 5.5% 증가했다)하지만 3차 산업 노동자가 빠르게 증가(2001년 144만 명으로 전년 대비 11.6% 증가했다)한다. 선전의 2008년 총 GDP는 7806억 5천만 위안이었고 전년 대비 12.1% 증가했고 1인당 GDP는 13148달러였다. 2001년부터 2005년까지 평균 경제성장률은 16.3%였다. 1차, 2차, 3차 산업의 비율은 0.1:48.9:51.0이었다. 1차 산업의 비율은 13.4% 감소했고 3차 산업의 비율은 12.5% 증가했다. 선전은 중화인민공화국 도시 종합 경제력 평가에서 1위를 차지했다. 2001년 선전의 총 GDP는 중화인민공화국에서 4위를 차지했고 1인당 GDP는 1위를 차지했다.
화웨이나 ZTE같은 중화인민공화국의 첨단기술 회사의 본사는 대부분 선전에 자리를 잡았다. 외국계 IT 기업도 선전에 영업장을 두며, Foxconn은 여기에서 애플의 아이팟이나 노트북 컴퓨터를 제조한다. 새로 만드는 인텔 기반 노트북 대부분을 선전에서 선적한다. 2013년 4월 24일 삼성전자는 기지국, 무선 중계기 등 통신장비 생산라인을 신설하기로 했는데, 이는 삼성전자가 통신장비를 해외에서 생산하는 첫 시도라고 한다. 선전시 상업은행도 이곳에 자리를 잡았다.
인터넷 미디어 기업 텐센트, 라디오 제조 업체 DEGEN이 선전시에 본사를 두었다.

## 지리
광둥성 성도인 광저우시에서 남동부에 위치하며, 주강 델타 지역에 들어간다. 주룽반도 서쪽 부분에 위치하며, 옌청항 등 거대한 컨테이너 항만이 있다. 북쪽은 광둥성 둥관시와 후이저우시, 남쪽은 홍콩과 접한다.

### 기후
쾨펜의 기후 구분으로 온대 하우 기후에 속한다. 연간 평균 기온은 섭씨 22.3도, 과거 최고 기온은 38.7도로, 과거 최저 기온은 0.2도였다. 연간 평균 강수량은 1,924.7mm로 년중 주로 남동쪽에서 바람이 분다.
| 선전시 (1991년~2020년)의 기후 | 선전시 (1991년~2020년)의 기후 | 선전시 (1991년~2020년)의 기후 | 선전시 (1991년~2020년)의 기후 | 선전시 (1991년~2020년)의 기후 | 선전시 (1991년~2020년)의 기후 | 선전시 (1991년~2020년)의 기후 | 선전시 (1991년~2020년)의 기후 | 선전시 (1991년~2020년)의 기후 | 선전시 (1991년~2020년)의 기후 | 선전시 (1991년~2020년)의 기후 | 선전시 (1991년~2020년)의 기후 | 선전시 (1991년~2020년)의 기후 | 선전시 (1991년~2020년)의 기후 |
| 월                            | 1월                           | 2월                           | 3월                           | 4월                           | 5월                           | 6월                           | 7월                           | 8월                           | 9월                           | 10월                          | 11월                          | 12월                          | 연간                          |
| ----------------------------- | ----------------------------- | ----------------------------- | ----------------------------- | ----------------------------- | ----------------------------- | ----------------------------- | ----------------------------- | ----------------------------- | ----------------------------- | ----------------------------- | ----------------------------- | ----------------------------- | ----------------------------- |
| 역대 최고 기온 °C (°F)        | 29.1 (84.4)                   | 28.9 (84.0)                   | 32.0 (89.6)                   | 34.0 (93.2)                   | 36.8 (98.2)                   | 36.9 (98.4)                   | 38.7 (101.7)                  | 37.1 (98.8)                   | 36.9 (98.4)                   | 35.2 (95.4)                   | 33.1 (91.6)                   | 29.8 (85.6)                   | 38.7 (101.7)                  |
| 일평균 최고 기온 °C (°F)      | 19.8 (67.6)                   | 20.8 (69.4)                   | 23.2 (73.8)                   | 26.7 (80.1)                   | 29.7 (85.5)                   | 31.3 (88.3)                   | 32.3 (90.1)                   | 32.2 (90.0)                   | 31.5 (88.7)                   | 29.2 (84.6)                   | 25.7 (78.3)                   | 21.5 (70.7)                   | 27.0 (80.6)                   |
| 일일 평균 기온 °C (°F)        | 15.7 (60.3)                   | 16.8 (62.2)                   | 19.4 (66.9)                   | 23.1 (73.6)                   | 26.4 (79.5)                   | 28.3 (82.9)                   | 29.0 (84.2)                   | 28.8 (83.8)                   | 27.9 (82.2)                   | 25.5 (77.9)                   | 21.7 (71.1)                   | 17.4 (63.3)                   | 23.3 (74.0)                   |
| 일평균 최저 기온 °C (°F)      | 13.0 (55.4)                   | 14.2 (57.6)                   | 17.0 (62.6)                   | 20.7 (69.3)                   | 24.0 (75.2)                   | 26.0 (78.8)                   | 26.6 (79.9)                   | 26.3 (79.3)                   | 25.5 (77.9)                   | 22.9 (73.2)                   | 19.0 (66.2)                   | 14.5 (58.1)                   | 20.8 (69.5)                   |
| 역대 최저 기온 °C (°F)        | 0.9 (33.6)                    | 0.2 (32.4)                    | 3.4 (38.1)                    | 8.7 (47.7)                    | 14.8 (58.6)                   | 19.0 (66.2)                   | 20.0 (68.0)                   | 21.1 (70.0)                   | 16.9 (62.4)                   | 9.3 (48.7)                    | 4.9 (40.8)                    | 1.7 (35.1)                    | 0.2 (32.4)                    |
| 평균 강우량 mm (인치)         | 35.2 (1.39)                   | 36.8 (1.45)                   | 64.0 (2.52)                   | 140.1 (5.52)                  | 237.1 (9.33)                  | 368.7 (14.52)                 | 309.5 (12.19)                 | 364.3 (14.34)                 | 242.5 (9.55)                  | 73.4 (2.89)                   | 31.7 (1.25)                   | 29.6 (1.17)                   | 1,932.9 (76.12)               |
| 평균 강우일수 (≥ 0.1 mm)      | 5.5                           | 7.8                           | 9.9                           | 11.4                          | 14.3                          | 18.4                          | 17.2                          | 16.7                          | 13.2                          | 5.9                           | 4.6                           | 5.2                           | 130.1                         |
| 평균 상대 습도 (%)            | 68                            | 74                            | 77                            | 79                            | 79                            | 80                            | 79                            | 79                            | 75                            | 67                            | 67                            | 64                            | 74                            |
| 평균 월간 일조시간            | 137.3                         | 101.6                         | 99.7                          | 115.2                         | 153.0                         | 169.8                         | 214.8                         | 178.6                         | 170.1                         | 188.7                         | 168.8                         | 155.4                         | 1,853                         |
| 가능 일조율                   | 40                            | 31                            | 27                            | 30                            | 37                            | 42                            | 52                            | 45                            | 47                            | 53                            | 51                            | 47                            | 42                            |
| 출처 1: 선전시 기상국         |                               |                               |                               |                               |                               |                               |                               |                               |                               |                               |                               |                               |                               |
| 출처 2: 중국기상국            |                               |                               |                               |                               |                               |                               |                               |                               |                               |                               |                               |                               |                               |

## 교통

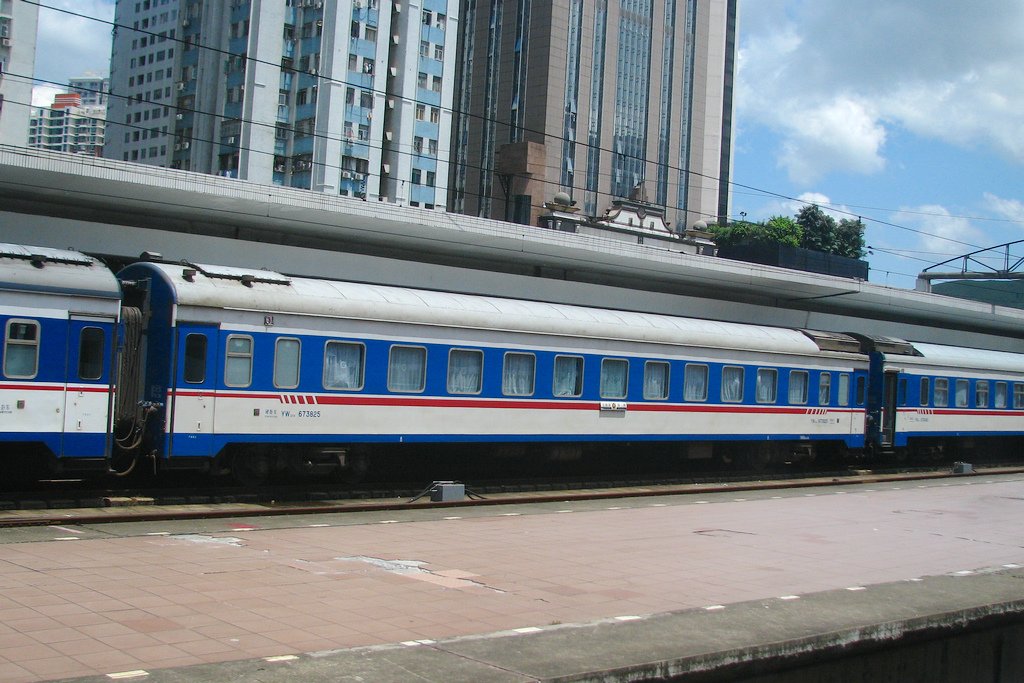
선전 역

### 철도

#### 노선
- 징주 선
- 핑난 선
- 핑옌 선
- 주광철로

#### 역
- 선전 역 (중국철로고속 이용가능)
- 선전 동역 (중국철로고속 이용가능)
- 선전 서역
- 선전 북역 (중국철로고속 이용가능)

### 고속 도로

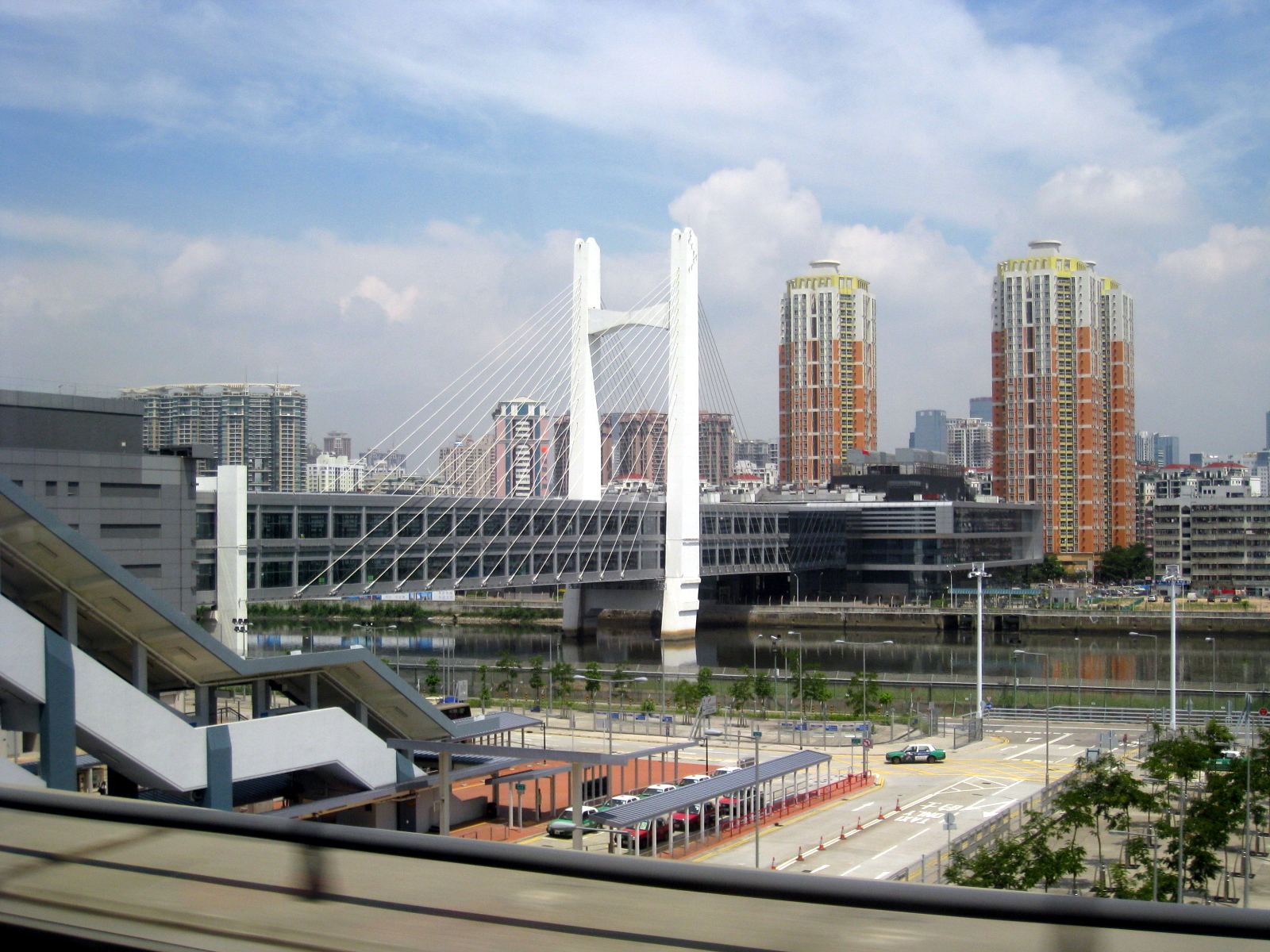
선전 푸톈

- 광선 고속도로 (廣深高速公路)
- 룽다 고속도로 (龍大高速公路)
- 메이관 고속도로 (梅觀高速公路)
- 후이옌 고속도로 (惠鹽高速公路)
- 선셴 고속도로 (深汕高速公路)
- 지허 고속도로 (機荷高速公路)
- 옌바 고속도로 (塩壩高速公路)
- 수이관 고속도로 (水官高速公路)
- 옌파이 고속도로 (鹽排高速公路)
- 동부연해 고속도로 (東部沿海高速公路)

### 공항
- 선전 바오안 국제공항

### 항구

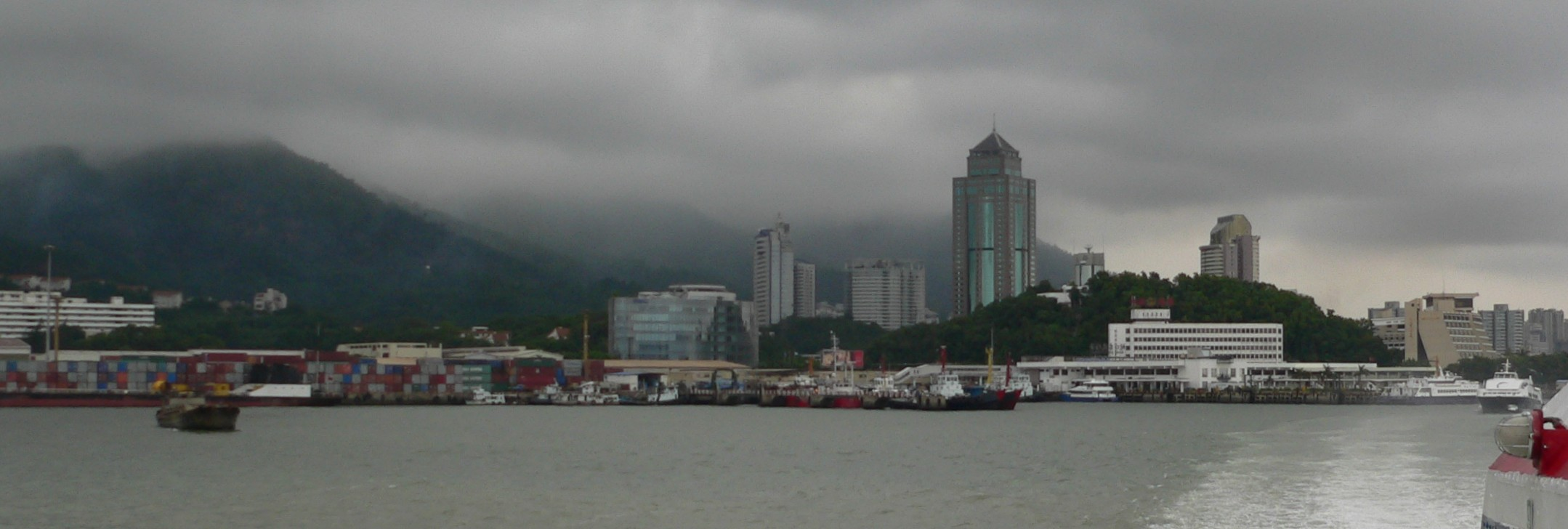
선전 항

선전의 서항은 링딩양의 동쪽에 놓여 있는데 수심이 깊어 항구로 좋은 입지를 가지고 있다. 이곳은 홍콩으로부터 20해리 떨어져 있고, 북쪽에 있는 광저우로부터 60해리 떨어져 있다. 동항은 다펭만의 북쪽에 놓여 있는데, 이 부두는 넓고 잔잔해서 남 중국대륙에서 가장 천연 조건이 좋은 곳으로 알려져 있다. 중화인민공화국 서부지역의 물동량 증가에 따라, 선전은 2005년 전 세계에서 네 번째로 많은 컨네이너를 운송했다. 허치슨 황포 주식회사와 차이나 상업 지주 회사, 그리고 그외 다른 항구 운영사들은 2006년 1억 6200백만 개의 표준 컨테이너를 운송하고 있으며, 이것은 19%가 증가한 숫자이다.

## 교육
- 선전대학 (深圳大學)
- 선전직업기술학원 (深圳職業技術學院)
- 남방과기대학（南方科技大学）
- 선전기술대학（深圳技术大学）
- 홍콩중문대학(선전) （香港中文大学（深圳））
- 선전북리모스크바대학（深圳北理莫斯科大学）
- 하얼빈공업대학(선전)（哈尔滨工业大学（深圳））
- 중산대학 선전캠퍼스（中山大学深圳校区）
- 지남대학 선전캠퍼스（暨南大学深圳校区）
- 칭화대학 선전 국제대학원（清华大学深圳国际研究生院）
- 북경대학 선전 대학원（北京大学深圳研究生院）

## 자매 도시
- 대한민국 광양시
- 일본 쓰쿠바시
- 미국 휴스턴
- 미국 리노
- 이탈리아 브레시아
- 이탈리아 토리노
- 폴란드 포즈난
- 자메이카 킹스턴
- 말레이시아 조호르바루
- 오스트레일리아 브리즈번

## 같이 보기
- 경제특구